# Västansjö och Långsjö
Västansjö och Långsjö är en av SCB definierad, avgränsad och namnsatt småort i Borlänge kommun, Dalarnas län. Den omfattar bebyggelse i byarna Västansjö och Långsjö i Stora Tuna socken. Byarna är belägna vid varsin insjö: Västansjösjön och Långsjön.